# Orel Grinfeld

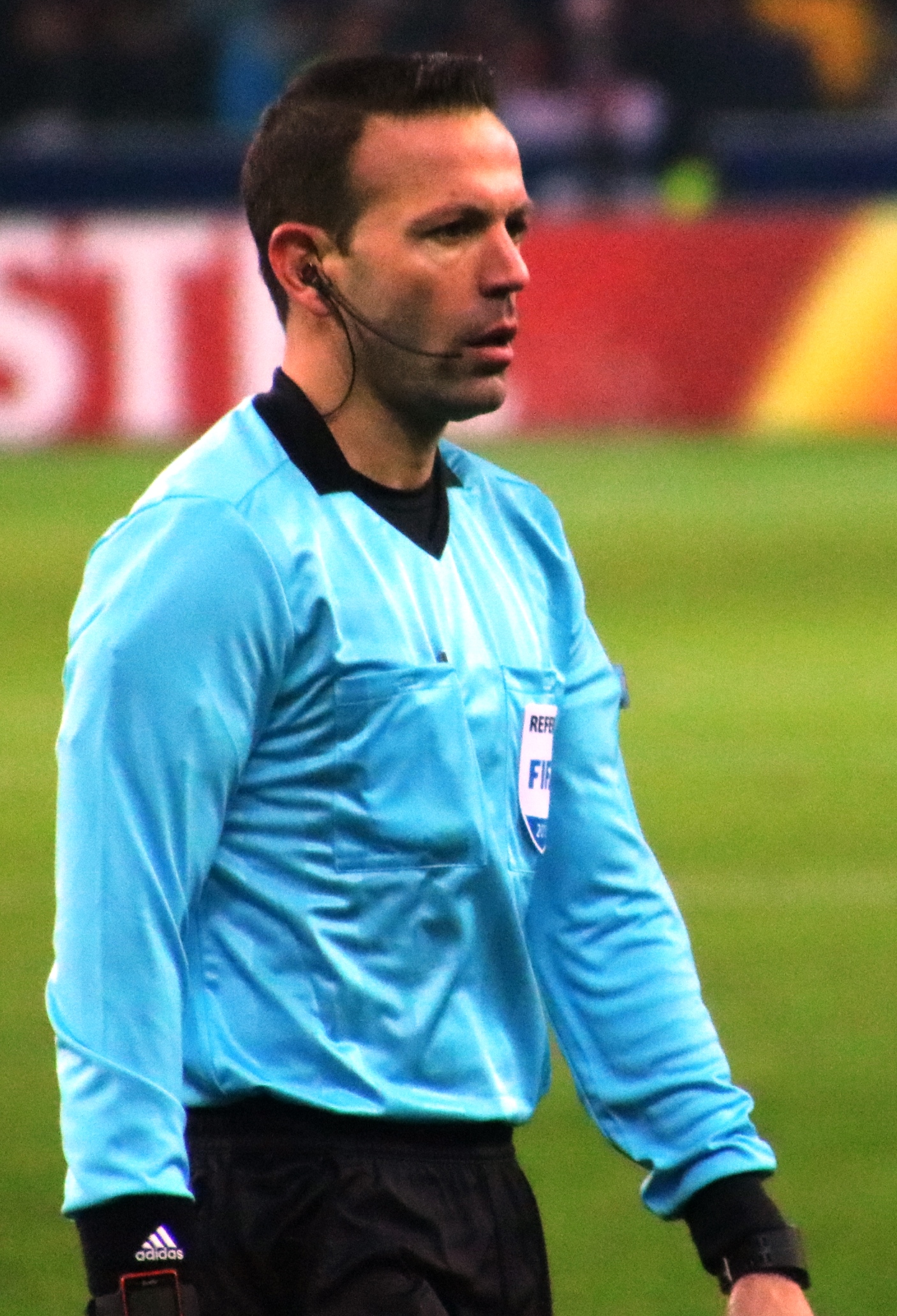
Orel Grinfeld em 2018.

Orel Grinfeld (21 de agosto de 1981) é um árbitro de futebol israelense .  

## Carreira
Ele está na lista de árbitros internacionais da FIFA desde 2012 e assumiu o comando de seus primeiros jogos internacionais em março daquele ano, participando de duas partidas do Grupo 1 na rodada de elite do Campeonato da Europa de Sub-17 da UEFA de 2012 . Desde então, ele foi árbitro de partidas importantes, estreando na fase de grupos da UEFA Europa League em 2015-16 . 